# Pau Golf Club
Le Pau Golf Club est un club de golf situé sur la commune de Billère en limite de Pau. Fondé en 1856, il est le plus ancien club d'Europe continentale et le premier parcours ouvert en dehors d'Écosse. C'est également le quatrième club au monde hors de Grande-Bretagne, après ceux de Charleston (États-Unis, 1786) Calcutta (Inde, 1829) et Bombay (Inde, 1842).
Le Pau Golf Club est un club privé, ouvert à ses 650 membres, leurs invités et aux joueurs de passage. Le Club-house tient lieu de musée consacré à la riche histoire de ce club et de ce sport en Béarn.

## Histoire

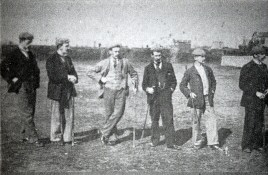
Le Pau Golf Club en 1896

Dès 1814, à la Restauration, des officiers écossais de l’armée de Wellington auraient pratiqué le golf dans la plaine de Billère à la suite de la bataille d’Orthez contre les forces impériales françaises. Néanmoins, ces premiers golfeurs n’ont pas de lien avec la création du club et du parcours palois.
Parmi les officiers de l’armée de Wellington, certains d’entre eux, d’origine écossaise, ne s’étaient jamais séparés de leur équipement de golf, et se mirent en quête d'un terrain propice. La plaine de Billère aux portes de Pau, en bordure du Gave de Pau, avec la chaîne des Pyrénées en fond offrait un cadre idyllique.
De plus, cet ancien lit du gave, avec son sous-sol rocheux très perméable, permettait de ne pas subir les affres de la boue, même en hiver. Un accord est vite négocié avec les habitants pour la mise à disposition du site.
Une vingtaine d’années plus tard, les mêmes écossais, souhaitant retrouver leurs souvenirs de jeunesse revenaient en touristes accompagnés de quelques amis, et toujours de leur équipement.
Après la publication par le Dr Alexander Taylor de son livre De l’influence curative du climat de Pau et des eaux minérales des Pyrénées sur les maladies, la région paloise devient une destination appréciée de l’aristocratie britannique. Parmi eux, des membres de clubs de golf écossais et anglais séjournant dans le Béarn. En 1856, Lord Hamilton, les colonels Hutchinson (en) et Lloyd-Anstruther, le major Pontifex, l'archidiacre Sapte (en) et John Stewart louent des terres agricoles sur les bords du Gave de Pau et fondent le Pau Golf Club.
Petit à petit, c’est toute une colonie anglaise qui vint s’établir à Pau, affectant la vie paloise à la Belle Époque, important ses coutumes, et ses sports traditionnels, dont l’équitation (construction de l'Hippodrome du Pont-Long en 1842), la chasse à courre, le pyrénéisme, et bien évidemment le golf.
Le Pau Golf Club a embauché le premier golfeur professionnel en France, en la personne de Joe Lloyd en 1883.
Le PGC restera le seul golf de France pendant plus de 30 ans, jusqu'à l'ouverture des golfs de Dinard en 1887 et de Biarritz (Golf du Phare) en 1888. Le golf d'Argelès-Gazost est fondé en 1890, mais n'existe plus de nos jours.
Le Pau Golf Club était organisé dans le cadre de la franc-maçonnerie, les membres fondateurs, des hivernants venus d’Écosse et d’Angleterre à la Belle Époque étant souvent des francs-maçons.
Le club était initialement dirigé par un comité de neuf à douze membres, nombre variable selon les années, et dont les deux premiers étaient renouvelables annuellement. Elu pour une durée d'un an et rééligible seulement à l'issue d'une durée d'an également, celui qui figurait à la tête du comité était appelé le Captain. C'est seulement à  partir de 1909 que le président pourra se (re)présenter chaque année.
Fondés par des citoyens de Sa Majesté séjournant à Pau, le Pau Golf Club est alors un club résolument tourné vers la colonie britannique. Ainsi, les Captains élus depuis 1878 sont traditionnellement britanniques et le club reste foncièrement britannique jusqu’à la Seconde Guerre mondiale. Toutefois, entre 1907 et 1908 le temps d’une brève entorse à la règle, le Captain fut français, en la personne du le baron de Longueil.
Initialement, les britanniques interdisaient le parcours aux Français et aux femmes.
A la fin de la Première Guerre mondiale, de nombreux touristes britanniques cessent de fréquenter la ville, et le golf est alors sauvé par des passionnés.
La fin des hostilités de la Seconde Guerre mondiale marque le départ de la colonie britannique. Le nombre de membres ne dépasse à peine les 120 “adhérents” au sortir de la période d’occupation.
Sous la présidence de Maurice Liets, les années 80 marquent la découverte du golf par les Français, et Pau n’échappe pas à ce phénomène.
Le Pau Golf Club compte plus de cinq cent membres vers la fin des années 80.
Le club fête ses 150 ans en 2005 en présence du montois Jean Van de Velde, José María Olazábal, Severiano Ballesteros, alors que Colin Montgomerie fut empêché.

## Le parcours
Le premier parcours, dessiné par Willie Dunn Senior, joueur professionnel du Royal Blackheath, consiste en 9 trous, étendu à 12 trous en 1860, puis à 18 trous en 1875. En 1877, un parcours de 9 trous est ajouté pour les Ladies qui n’avaient pas accès au parcours des hommes.
Le parcours est aujourd'hui un par 69 installé le long du gave de Pau. Le parcours est plat avec de petits greens.

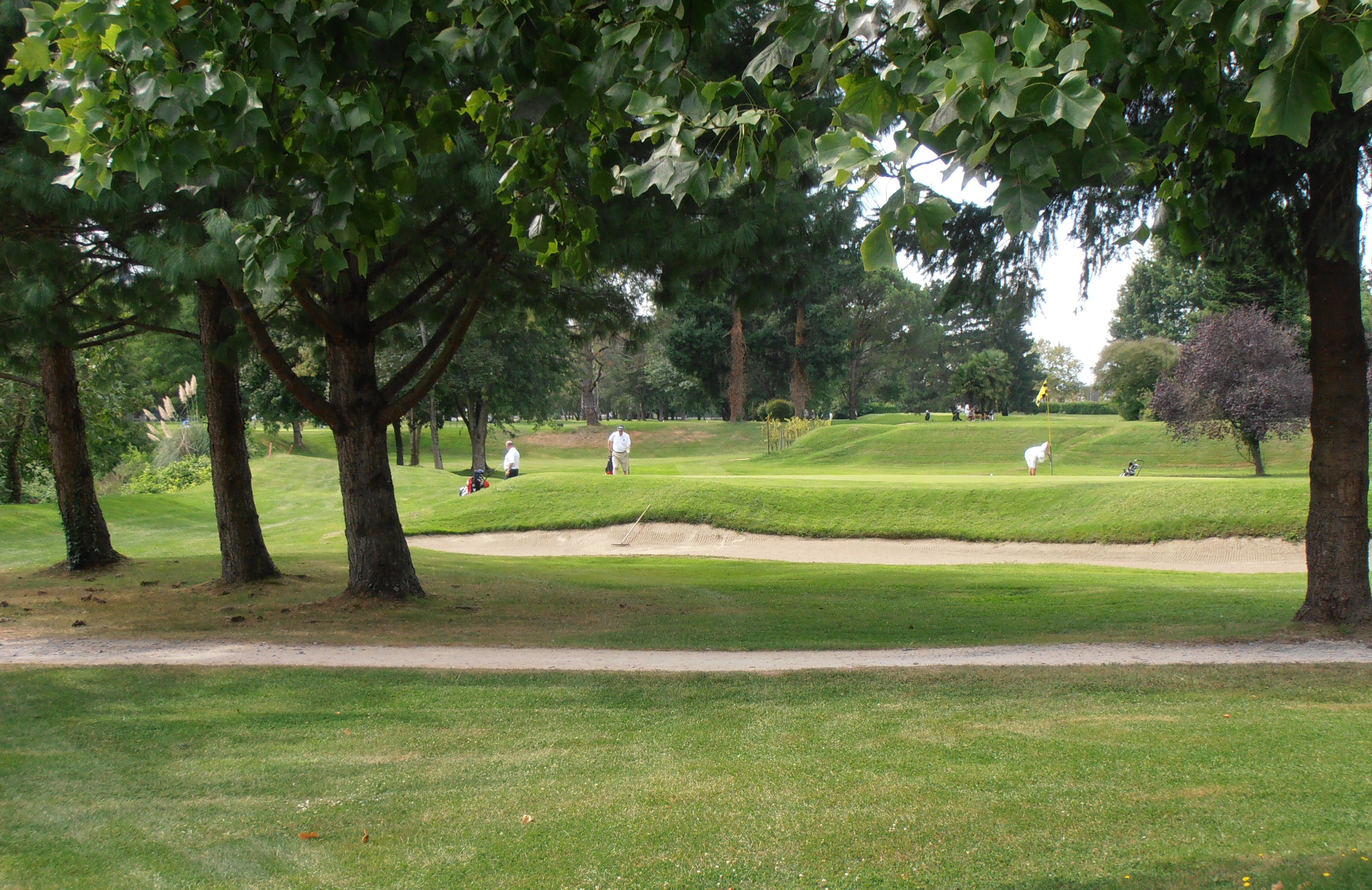
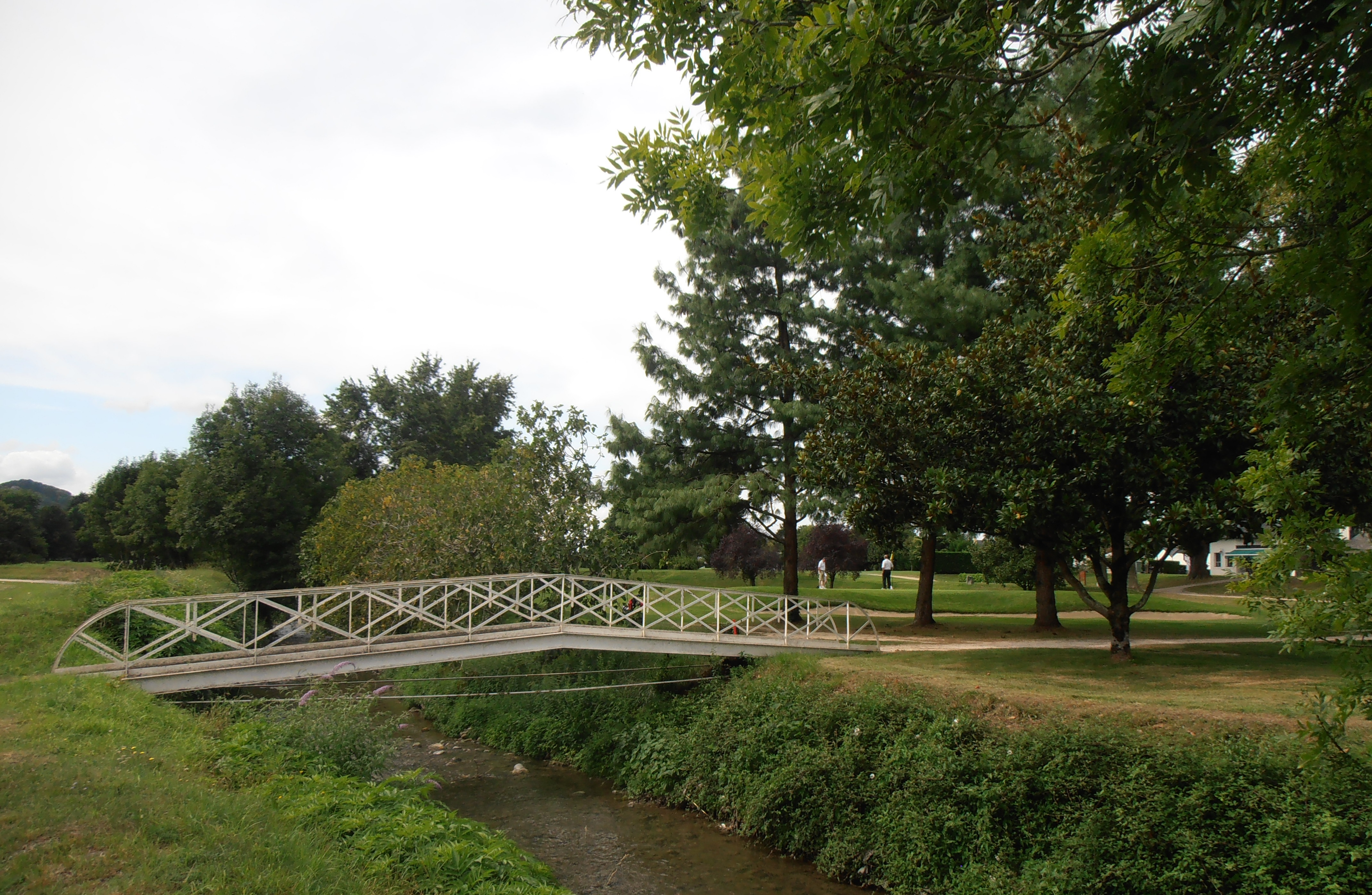

## Le club-house
Le club house est construit en 1880 dans le style victorien avec bow-windows typiquement anglaises. À sa création, le club-house du golf de Saint-Andrews n'existait que depuis 2 ans seulement.
Il accueille de nombreux souvenirs liés a la présence britannique à Pau: coupes en argent massif, portraits de membres, médailles et gravures.

## Les compétitions
Le Pau Golf Club organise de nombreuses compétitions tout au long de l'année: la rencontre France-Espagne Boys en février, qui a vu participer les golfeurs Sergio García, José María Olazábal ou encore Jean Van de Velde ; la Seniors 1856 en mai, la Cup 1856 en juillet, le Grand-Prix de Pau en août et enfin la Ladies Cup en septembre.